# 赤沢岳
赤沢岳（あかさわだけ）は、富山県中新川郡立山町と長野県大町市にまたがる後立山連峰の山。標高は2,677.8 m。
富山県登山連盟の富山の百山の一つ。

## 概要
後立山連峰上のピークで、針ノ木岳の北約2.5km地点にある。山頂は瓦礫帯で一部ハイマツが生え、眺めがよく周囲に立山連峰や後立山連峰の山々や五色ヶ原、黒部湖などが見える。
山頂の西尾根は黒部湖まで続く岩稜で、クライミングで頻繁に登られる。この尾根の途中の2533m地点には奇岩「猫ノ耳」がある。

## 登山
扇沢駅から針ノ木峠を通って後立山連峰の縦走路を通り片道約8時間のルートが最短である。白馬岳からの縦走では、この山で初めて黒部湖が見える。

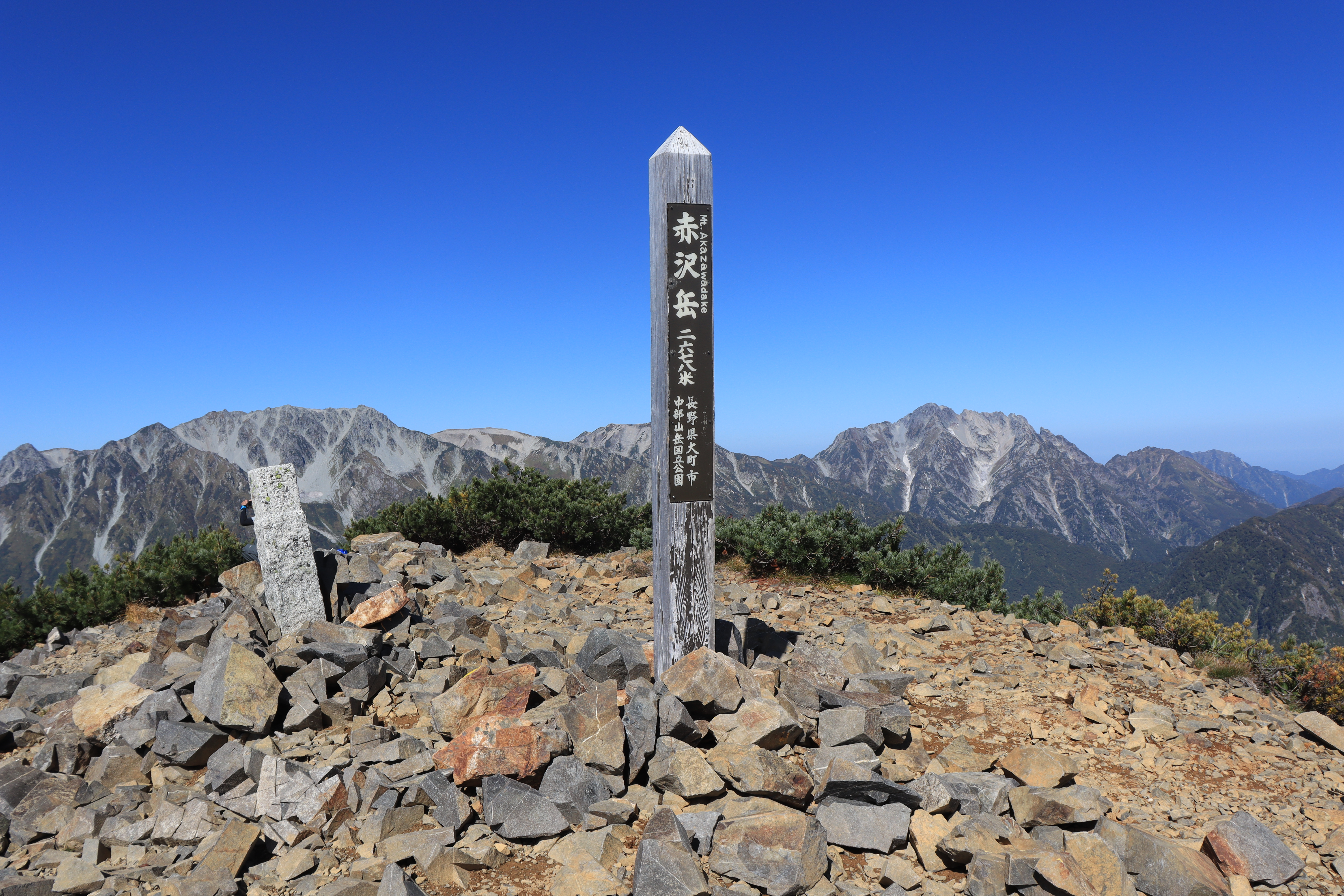
赤沢岳の山頂とその西側の立山連峰